# Boris Trávníček
Boris Trávníček es un deportista eslovaco que compite en tenis de mesa adaptado. Ganó una medalla de bronce en los Juegos Paralímpicos de Tokio 2020 en la prueba de equipo (clase 4-5).

## Palmarés internacional
| Juegos Paralímpicos | Juegos Paralímpicos | Juegos Paralímpicos | Juegos Paralímpicos |
| Año                 | Lugar               | Medalla             | Prueba              |
| ------------------- | ------------------- | ------------------- | ------------------- |
| 2020                | Tokio (Japón)       | Medalla de bronce   | Equipo 4-5          |